# جيليان ويلش
جيليان ويلش (بالإنجليزية: Gillian Welch)‏ هي مغنية ومغنية مؤلفة وعازفة قيثارة وملحنة أمريكية، ولدت في 2 أكتوبر 1967 في نيويورك في الولايات المتحدة.

## وصلات خارجية
- الموقع الرسمي
- جيليان ويلش على موقع IMDb (الإنجليزية)
- جيليان ويلش على موقع ميوزك برينز (الإنجليزية)
- جيليان ويلش على موقع رولينغ ستون (الإنجليزية)
- جيليان ويلش على موقع إن إن دي بي (الإنجليزية)
- جيليان ويلش على موقع أول ميوزيك (الإنجليزية)
- جيليان ويلش على موقع ديسكوغز (الإنجليزية)
- جيليان ويلش على موقع قاعدة بيانات الفيلم (الإنجليزية)